# ألبرت لي ستيفنز جونيور
ألبرت لي ستيفنز جونيور (بالإنجليزية: Albert Lee Stephens, Jr.) هو ضابط وقاضي ومحامي أمريكي، ولد في 19 فبراير 1913 في لوس أنجلوس في الولايات المتحدة، وتوفي في 6 سبتمبر 2001 في ماموث لاكيس في الولايات المتحدة.